# Gu Kuang
Gu Kuang (chinois : 顾况 ; chinois traditionnel : 顧況 ; pinyin : Gù Kuàng ; Wade : Ku K'uang), avec le nom de courtoisie Buweng (逋翁) est un haut fonctionnaire, un poète taoïste, un peintre et un critique d’art de la dynastie Tang. Originaire du Yunyang (aujourd’hui Danyang, Jiangsu), les temples taoïstes de cette région jouent un rôle clé dans l’éveil de ses connaissances taoïstes et dans son œuvre. Il est le père du poète Gu Feixiong.

## Biographie
La date de naissance de Gu Kuang n’est pas mentionnée dans les archives historiques. Cependant, il est réaliste de dire que Gu Kuang naît autour de 727, et meurt autour de 821. Gu Kuang est issu d’une des quatre grandes familles aristocratiques du Wuxian, la famille Gu qui possède une lignée érudite, confucéenne et prestigieuse, mais la famille a décliné et a un statut modeste au moment de la vie de Gu Kuang.
Dans son enfance, Gu Kuang étudie les écritures bouddhiques auprès de son oncle, le moine Qijue. Avant de passer les examens impériaux, en dehors des études confucéennes, il s’intéresse également aux enseignements du bouddhisme et du taoïsme. Il fréquente de nombreux poètes célèbres et moines-poètes du sud-est de la Chine. Plus tard, il s’installe à Hengshan, dans la région de Haiyan à Suzhou, ce qui explique pourquoi les archives historiques le désignent souvent comme un natif de Haiyan.
En 757 sous le règne de Tang Suzong, il obtient le titre de jinshi. Puis, il occupe différentes fonctions comme correcteur des livres, secrétaire impérial, juge-recteur du Tribunal suprême, poste d’inspecteur du sel à Yongjia. Puis, vers 785, il est nommé magistrat dans le secrétariat de Han Jin Gong pour la région du Jiangnan avant d’être rétrogadé au poste de sous-préfet du Jiangnan. Deux ans plus tard, en 787, avec l’arrivée au pouvoir de son ami Li Mi (李泌) (aussi vu Li Bi comme prononciation), Gu Kuang est nommé rédacteur adjoint à la cour. Il s’attendait à obtenir une haute fonction de la part de Li Mi, mais ce n’est qu’après un long moment qu’il a été promu rédacteur en chef,.
En 789, à la mort de son protecteur Li Mi, il compose un poème satirique critiquant les puissants, 海鸥咏 (Ode à la mouette) (voir le poème plus bas). Ce poème suscite une grande jalousie à son égard. Il est accusé par les autorités judiciaires et rétrogradé au poste d’assistant administratif à Raozhou (en).
En 792, il quitte ses fonctions et se retire avec sa famille sur le mont Mao pour y pratiquer les rituels taoïstes et aussi pour « exercer l’alchimie et vénérer la Grande Ourse. Son corps devient léger comme une plume. ». Il y reçoit un certificat taoïste et se donne le titre de véritable ermite de Huayang (华阳真逸). Par la suite, il voyage fréquemment entre le mont Mao et Haiyan, explorant les régions du Jiangsu, du Zhejiang et du sud de l’Anhui.
Vers 797, Gu Kuang perd un fils. Cette même année, alors qu’il a soixante-dix ans, il a un autre fils nommé Feixiong qui deviendra un poète très connu et qui, à son tour, renoncera à la vie séculière pour retourner au mont Mao d’où il venait.
Il est dit qu’il qu’en 820, il est encore en vie à l’âge de 94 ans. Par la suite, on ignore ce qu’il advient de Gu Kuang.
Gu Kuang excelle dans la composition de chansons et de poèmes et il est un très habile dans la peinture de paysages. Il a un tempérament humoristique et ne prête pas attention à son comportement moral. Il écrit des ouvrages tels que  Critique de peinture (畫評) (Hua Ping) et Essais littéraires (文論 Wen Lun), mais malheureusement, ces œuvres ont été perdues au fil du temps. Dans le volume Ancien livre des Tang   (舊唐書), il est dit que Gu Kuang ose railler les nobles, qu’il est arrogant, exprimant ouvertement ses joies et ses colères, et méprisant les règles et conventions sociales.

## Poésie
Gu Kuang est un poète important et original qui a vu de ses propres yeux la cruauté des guerres, la corruption politique et les souffrances de la société. Ses poèmes ne craignent pas d’utiliser un langage populaire. Ils sont simples, accessibles et fluides, héritant de la tradition réaliste de Du Fu. Gu Kuang, dans la création poétique, met l’accent sur la fonction sociale de la poésie. Il est considéré comme un pionnier du mouvement des nouveaux poèmes yuefu.
Dans Poésie complète de la dynastie Tang (全唐诗), deux cent trente-neuf poèmes de Gu Kuang sont enregistrés dans les volumes 264, 265, 266, 267.

### Poème

#### Ode à la mouette (海鸥咏)
| Chinois 万里飞来为客鸟， 曾蒙丹凤借枝柯。 一朝凤去梧桐死， 满目鸱鸢奈尔何. | Traduction libre Venu de l'exil, un oiseau migrateur Protégé par le phénix qui lui prête ses branches. Un jour, le phénix partit, le sterculier mourut, Et voilà que les rapaces envahissent la vue. Que faire ? |